# Пршедмості

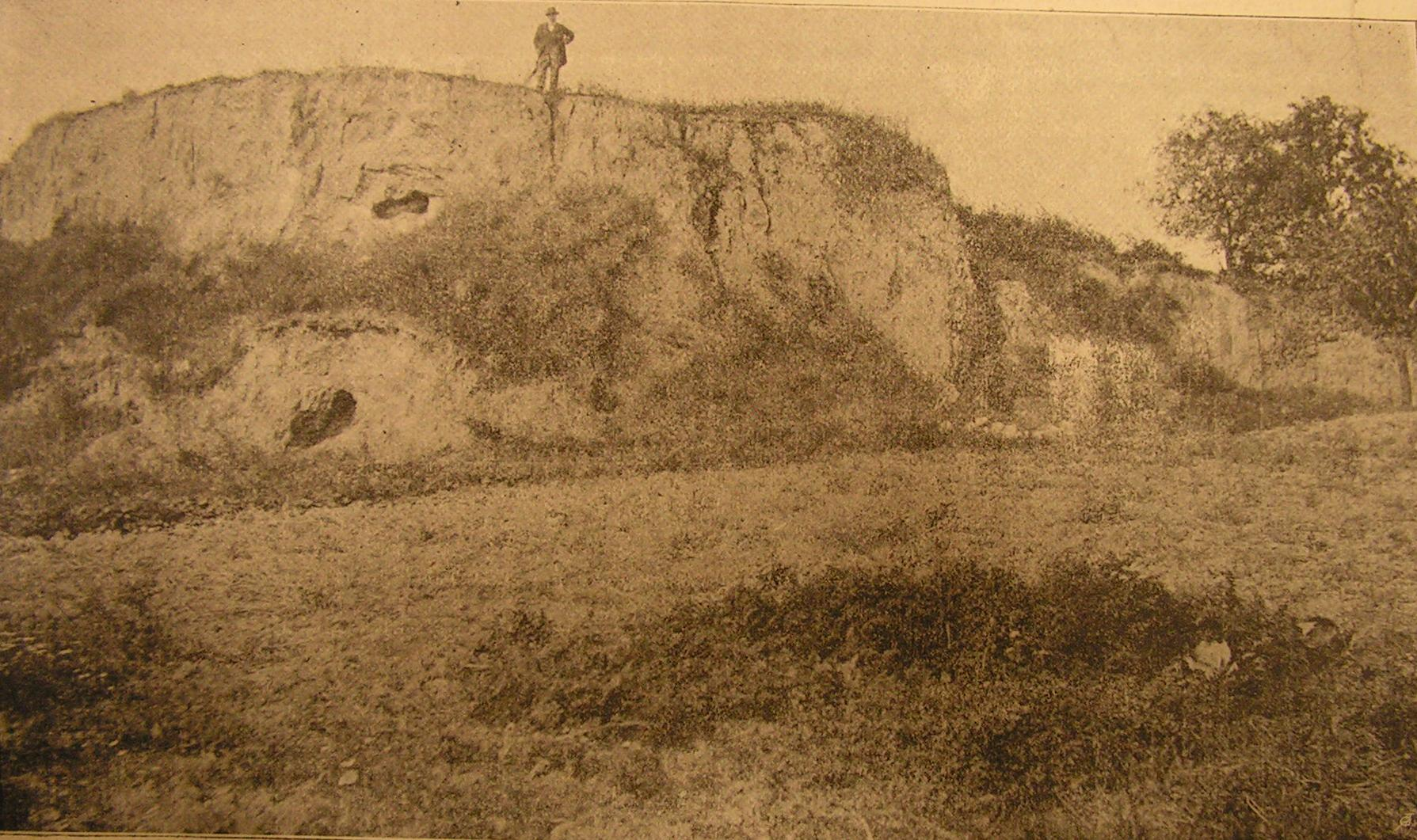
Пршедмості у 1896 році

Пршедмості чи Пржедмості — багатошарове пізньопалеолітичне поселення поблизу Пршерова в Північній Моравії. Досліджувалося з XIX століття. При розкопках основного культурного шару який був до 80 сантиметрів завтовшки знайдено численні кістки мамонтів, крем'яні й кістяні знаряддя і твори мистецтва — стилізоване зображення жінки, вирізьблене на бивні мамонта, схематизовані кістяні фігурки мамонтів і людей, геометричні узори, вирізьблені на кістці. Виявлено овальну могилу з 20 людськими кістяками, які належали до одного з варіантів кроманьйонського типу.